# 徐州市第四人民医院
徐州市第四人民医院，是中国江苏省的一所医院，为三级医院，位于徐州市市辖区解放路199号。

## 规模
徐州市第四人民医院总床位800张，日门诊量831人次。